# Boos, Landes
Boos är en kommun i departementet Landes i regionen Nouvelle-Aquitaine i sydvästra Frankrike. Kommunen ligger i kantonen Tartas-Ouest som tillhör arrondissementet Dax. År 2018 hade Boos 470 invånare.

## Befolkningsutveckling
Antalet invånare i kommunen Boos
Referens:INSEE